# Epidermolysis bullosa
Epidermolysis bullosa (EB), či též bulózní epidermolýza,  nebo také nemoc motýlích křídel, je vzácné vrozené dědičné onemocnění pojivové tkáně způsobující puchýře na kůži a sliznicích s incidencí 1/500 000. Jeho závažnost se pohybuje od mírného po smrtelné.
Nemoc způsobuje mutace některého z genů podílejících se na stavbě pokožky a vazby epiteliálních buněk na bazální laminu, jako jsou geny pro keratin, plektin, laminin, kolagen či integrin.
Existují tři druhy EB, a to simplex (47 % všech pacientů), junkční (9 %) a dystrofická (44 %).
Pro děti s tímto onemocněním se často používá označení „motýlí děti,“ neboť se o jejich kůži říká, že je křehká jako motýlí křídla.